# Deshacer
Deshacer (Control + Z) es un comando en muchos programas de computadora. Borra el último cambio hecho al documento volviendo a su estado anterior. En algunos programas más avanzados, como los de procesamiento gráfico, deshacer negará el último comando hecho al archivo que se está editando.
Lo contrario de deshacer es rehacer. El comando Rehacer invierte la de deshacer o avanza el búfer a un estado más actual.
En la mayoría de las aplicaciones de Windows, el comando Deshacer se activa pulsando las combinaciones de teclas Ctrl+Z o Alt+Retroceso. El comando común para Rehacer en sistemas Microsoft Windows es Ctrl+Y o Ctrl+Shift+Z.

## Historia
El editor de textos Bravo de Xerox PARC tenía un comando Deshacer en 1974.